# Cathetocephalus
Genre
Cathetocephalus est un genre de cestodes de la famille des Cathetocephalidae. Ce sont des parasites que l'on rencontre, par exemple, chez les requins du genre Carcharhinus.

## Systématique
Le genre Cathetocephalus a été créé en 1973 par Murray D. Dailey (d) et Robin M. Overstreet (d).

## Liste d'espèces
Selon World Register of Marine Species (2 juillet 2021) :
- Cathetocephalus australis Schmidt & Beveridge, 1990
- Cathetocephalus leucas Vankara, Vijayalakshmi & Gangadharam, 2007
- Cathetocephalus limbatus Pramanik & Manna, 2006
- Cathetocephalus resendezi Caira, Mega & Ruhnke, 2005
- Cathetocephalus thatcheri Dailey & Overstreet, 1973

## Publication originale
- (en) Murray D. Dailey et Robin M. Overstreet, « Cathetocephalus thatcheri gen. et sp. n. (Tetraphyllidea: Cathetocephalidae fam. n.) from the Bull Shark: A Species Demonstrating Multistrobilization », Journal of Parasitology, Chicago, American Society of Parasitologists (d), vol. 59, no 3,‎ juin 1973, p. 469-473 (ISSN 0022-3395 et 1937-2345, OCLC 1606759, DOI 10.2307/3278775).